# Kom Empel
Kom Empel is een wijk in het westen van het stadsdeel Empel, in de Nederlandse provincie Noord-Brabant. De wijk telt 1200 inwoners.
Kom Empel is het oudste gedeelte van Empel en is gebouwd aan de brink van Empel. Nadat het stadsdeel Empel is verplaatst van waar nu Oud-Empel ligt, is Empel hier ontstaan.